# BP Bootis
BP Bootis är en roterande variabel av Alfa2 Canum Venaticorum-typ  i stjärnbilden Björnvaktaren. 
Stjärnan har magnitud +5,34 och varierar med 0,02 magnituder och en period av 1,30488 dygn.